# Epipactis veratrifolia
Epipactis veratrifolia o hel·leborina de fulles de veratre, una espècie asiàtica de plantes herbàcies perennes de la família de les orquídies.
A les zones humides ben exposades que més li convenen, pot arribar a fer un metre d'alt, però sol ser més petita.
S'anomena així perquè la seva fulla recorda la de les veratres (plantes herbàcies perennes de la família Melanthiaceae (antigament classificades com a Liliaceae).

## Descripció
La planta vigorosa i erta creix fins a 1 m d'alçada i produeix flors grans de 3 cm. És flexuosa, densament frondosa, amb fulles alternes, ovalo-lanceolades, agudes, segons la regió on floreix a l'hivern, primavera i estiu.

## Sinònims
- Limodorum veratrifolium (Boiss. & Hohen.) Kuntze
- Arthrochilium veratrifolium (Boiss. & Hohen.) Szlach.
- Epipactis amoena Buch.-Ham. ex Wall.
- Epipactis consimilis Wall. ex Hook.f.
- Epipactis somaliensis Rolfe
- Epipactis abyssinica Pax
- Serapias somaliensis (Rolfe) A.A.Eaton
- Helleborine consimilis Druce
- Helleborine somaliensis (Rolfe) Druce
- Amesia somaliensis (Rolfe) A.Nelson & J.F.Macbr.
- Epipactis handelii Schltr.
- Epipactis wallichii Schltr.
- Arthrochilium handelii (Schltr.) Szlach.

## Biologia
Un equip alemany va publicar l'any 2010 un estudi que demostrava que els pol·linitzadors d'aquesta espècie són tots els sirfs les larves de les quals mengen pugons i els adults pol·len o nèctar, i que per atreure'ls i ser fecundada, l'orquídia difon a l'aire un còctel olorós corresponent a les tres hormones de l'estrès (a- i b-pinè, b-mircè i b-felandrè) alliberades pels pugons quan són atacats. Segons les dades disponibles (l'any 2010) aquestes hormones són les emeses pels pugons de l'espècie Megoura viciae que són la presa preferida de les larves de mosca sírfida Episyrphus balteatus. Així, almenys 5 espècies de mosques són atretes per l'orquídia. Hi ponen (a la mateixa flor). Les mosques sírfides adults els en regracien amb una mica de nèctar i la planta els utilitza com a portadors de pol·len d'una epipactis a una altra. Sembla que aquests sirfs també són atrets per berrugues petites i fosques que evoquen la forma dels pugons. La simbiosi -si n'és una- no sembla equilibrada, perquè les larves de mosca sírfica que desclouen moriran per manca de pugons (el " senyal de perill emès per la flor repel·leix els pugons). Una hipòtesi és que aquestes molècules volàtils van ser seleccionades com a sistema de defensa contra els pugons, i que llavors l'orquídia en beneficia doblement per l'efecte de la pol·linització.
Aquesta estratègia es podria pensar com un carreró sense sortida evolutiva, ja que l'orquídia només proporciona una petita quantitat de nèctar, a diferència dels seus cosins Epipactis helleborine i Epipactis purpurata, que també atrauen els insectes imitant les seves preses, però els recompensen amb grans quantitats de nèctar. No obstant això, si l'orquídia creix abundantment, fa que els sirfs es redueixen, per tant és menys pol·linitzat, la qual cosa disminueix les seves poblacions fins a recuperar-se les poblacions de sirfs, etc.

## Hàbitat i distribució
Aquesta espècie és gairebé absent d'Europa (no obstant això, es troba a Xipre en poblacions localment abundants). És una orquídia que viu fins a 2.000 m d'altitud, a l'oest d'Àsia fins a Anatòlia (sud de Turquia) i a Etiòpia, Somàlia, Xipre, Turquia, Israel, Jordània, Síria, Líban, Oman, Aràbia Saudita, Iemen, Iraq, Iran, Afganistan, Xina, Assam, Himàlaia, l'Índia, Nepal, Himàlaia occidental, Bhutan, Pakistan i Myanmar.
N'hi ha a les ribes, al fons dels barrancs i a les microzones humides, en determinats penya-segats al voltant d'infiltracions o ressorgiments d'aigua.

## Vulnerabilitat
És amenaçat per la decadència dels aiguamolls, la captura de fonts i la destrucció dels seus hàbitats.